# DIBAG Industriebau
Die DIBAG Industriebau AG ist eine deutsche Projektentwicklungsgesellschaft. Sie ist gegliedert in die Geschäftsbereiche Projektentwicklung, Vermietung, Verkauf und Bestandsentwicklung/Hausverwaltung.
Das Unternehmen plant und baut Gewerbe- und Industrieprojekte, Verwaltungsgebäude, Einkaufszentren, Eigentumswohnungen, Seniorenstifte und Sondergebäude.
Entstanden ist das Unternehmen 1987 durch den Kauf der Glas- und Spiegelmanufaktur Gelsenkirchen. Das Unternehmen gehört zur Doblinger Unternehmensgruppe. Die Gesellschaft hat Niederlassungen in Berlin, Düsseldorf, Frankfurt am Main, Gera, Stuttgart, München und Schortens.